# (32066) Ramayya
2000 JK52 (asteroide 32066) é um asteroide da cintura principal. Possui uma excentricidade de 0.05521470 e uma inclinação de 7.36608º.
Este asteroide foi descoberto no dia 9 de maio de 2000 por LINEAR em Socorro.